# Янковци
Я̀нковци е село в Северна България, община Габрово, област Габрово.

## География
Село Янковци се намира на около 7 km запад-северозападно от центъра на град Габрово и 18 km югоизточно от Севлиево. Разположено е в широката долина между Черновръшкия рид на юг и платото Стражата на североизток, край левия бряг на река Лопушница. Климатът е умереноконтинентален.
През северната част на Янковци минава второкласният републикански път II-44 (Севлиево – Габрово), а в селото от него се отклонява на север общинският път, минаващ последователно през селата Милковци, Златевци, Лоза и Петровци до кръстовище с пътя от село Враниловци и път II-44 на север до село Армените. Надморската височина по път II-44 при влизането му в Янковци от изток е около 307 m, при излизането му на запад – около 298 m, а в селото на юг от пътя нараства.

## История
През 1961 г. дотогавашното населено място колиби Янковци придобива статута на село.
Във фондовете на Държавния архив Габрово се съхраняват документи на/за:
- Училищно настоятелство – с. Янковци, Габровско от периода 1922 – 1935 г.; Списък на фондове от масив „K“, фонд 540K;
- Народно читалище „Пробуда“ – с. Янковци, Габровско от периода 1949 – 1971 г.; Списък на фондове от масив „С“, фонд 1045.

## Население
Населението на село Янковци наброява 167 души при преброяването към 1934 г., намалява до 103 към 1956 г., а след известни колебания в числеността наброява 98 души (по текущата демографска статистика за населението) към 2019 г.
Преброяване на населението през 2011 г.
Численост и дял на етническите групи според преброяването на населението през 2011 г.:
|                     | Численост | Дял (в %) |
| Общо                | 109       | 100,00    |
| Българи             | 81        | 74,31     |
| Турци               | 0         | 0,00      |
| Цигани              | 0         | 0,00      |
| Други               | 0         | 0,00      |
| Не се самоопределят | 0         | 0,00      |
| Неотговорили        | 25        | 22,93     |